# JaVale McGee
JaVale McGee (Flint, 19 januari 1988) is een Amerikaans basketballer.

## Carrière
McGee speelde collegebasketbal voor de Nevada Wolf Pack van 2006 tot 2008. In 2008 nam hij deel aan de NBA draft en werd gekozen als 18e in de eerste ronde door de Washington Wizards. Hij speelde drie seizoenen en een half voor de Wizards, sinds het seizoen 2010/11 groeide hij uit tot een starter. In 2012 werd hij geruild naar de Denver Nuggets in een ruil met drie teams. Ook de Los Angeles Clippers waren erbij betrokken, verder ook spelers als Ronny Turiaf, Nenê, Brian Cook, Artūras Gudaitis en Nick Young.
Bij de Nuggets speelde hij drie seizoenen maar kon nooit doorgroeien tot starter mede door enkele blessures was hij lange tijd buiten strijd. In 2015 werd hij samen met Chukwudiebere Maduabum geruild naar de Philadelphia 76ers voor Cenk Akyol, hij speelde uiteindelijk maar zes wedstrijden en werd hetzelfde jaar nog weggestuurd.
Hij kreeg een contract bij de Dallas Mavericks maar werd na een seizoen al weggestuurd. Hij kreeg een nieuwe kans bij de Golden State Warriors waarmee hij in de twee seizoenen dat hij er speelde twee keer kampioen werd. Na de twee seizoenen bij de Warriors tekende hij een contract bij de Los Angeles Lakers waar hij twee seizoenen speelde en nog een titel veroverde. Voor het seizoen 2020/21 tekende hij bij de Cleveland Cavaliers, hij werd midden het seizoen geruild naar de Denver Nuggets voor Jordan Bell en Alfonzo McKinnie. In 2021 tekende hij een contract bij de Phoenix Suns tot het einde van het seizoen. In 2022 tekende hij bij de Dallas Mavericks waar hij een seizoen speelde. Eind augustus werd zijn contract er verbroken en tekende hij enkele dagen later bij de Sacramento Kings waar hij een seizoen speelde.
In januari 2025 tekende hij bij het Puerto Ricaanse Vaqueros de Bayamón.

### Nationale ploeg
In 2021 nam hij deel aan de Olympische Spelen waar hij met het Amerikaanse team goud veroverde.

## Erelijst
- NBA-kampioen: 2017, 2018, 2020
- Olympische Spelen: 2020

## Privéleven
McGee's vader George Montgomery was ook een basketballer en werd in 1985 gekozen in de NBA draft maar speelde nooit in de NBA. Zijn moeder Pamela McGee en diens zus Paula McGee speelde ook beiden professioneel basketbal en werden ook beiden Olympisch kampioene. Zijn halfzus Imani McGee-Stafford speelt in de WNBA als profbasketbalster. Zijn neef Jarron Gilbert speelt American Football in de NFL.

## Statistieken

### Regulier seizoen
| Seizoen  | Team                  | WG  | WS  | MPW  | 2P%  | 3P%   | FW%   | RPW | APW | SPW | BPW | PPW  |
| -------- | --------------------- | --- | --- | ---- | ---- | ----- | ----- | --- | --- | --- | --- | ---- |
| 2008/09  | Washington Wizards    | 75  | 14  | 15,2 | 49,4 | –     | 66,0  | 3,9 | 0,3 | 0,4 | 1,0 | 6,5  |
| 2009/10  | Washington Wizards    | 60  | 19  | 16,1 | 50,8 | 0,0   | 63,8  | 4,0 | 0,2 | 0,3 | 1,7 | 6,4  |
| 2010/11  | Washington Wizards    | 79  | 75  | 27,8 | 55,0 | 0,0   | 58,3  | 8,0 | 0,5 | 0,5 | 2,4 | 10,1 |
| 2011/12  | Washington Wizards    | 41  | 40  | 27,4 | 53,5 | –     | 50,0  | 8,8 | 0,6 | 0,6 | 2,5 | 11,9 |
| 2011/12  | Denver Nuggets        | 20  | 5   | 20,6 | 61,2 | –     | 37,3  | 5,8 | 0,3 | 0,5 | 1,6 | 10,3 |
| 2012/13  | Denver Nuggets        | 79  | 0   | 18,1 | 57,5 | 100,0 | 59,1  | 4,8 | 0,3 | 0,4 | 2,0 | 9,1  |
| 2013/14  | Denver Nuggets        | 5   | 5   | 15,8 | 44,7 | –     | 100,0 | 3,4 | 0,4 | 0,2 | 1,4 | 7,0  |
| 2014/15  | Denver Nuggets        | 17  | 0   | 11,5 | 55,7 | –     | 69,0  | 2,8 | 0,1 | 0,1 | 1,1 | 5,2  |
| 2014/15  | Philadelphia 76ers    | 6   | 0   | 10,2 | 44,4 | –     | 50,0  | 2,2 | 0,3 | 0,0 | 0,2 | 3,0  |
| 2015/16  | Dallas Mavericks      | 34  | 2   | 10,9 | 57,5 | 0,0   | 50,0  | 3,9 | 0,1 | 0,1 | 0,8 | 5,1  |
| 2016/17  | Golden State Warriors | 77  | 10  | 9,6  | 65,2 | 0,0   | 50,5  | 3,2 | 0,2 | 0,2 | 0,9 | 6,1  |
| 2017/18  | Golden State Warriors | 65  | 17  | 9,5  | 62,1 | 0,0   | 73,1  | 2,6 | 0,5 | 0,3 | 0,9 | 4,8  |
| 2018/19  | Los Angeles Lakers    | 75  | 62  | 22,3 | 62,4 | 0,83  | 63,4  | 7,5 | 0,7 | 0,6 | 2,0 | 12,0 |
| 2019/20  | Los Angeles Lakers    | 68  | 68  | 16,6 | 63,7 | 50,0  | 64,6  | 5,7 | 0,5 | 0,5 | 1,4 | 6,6  |
| 2020/21  | Cleveland Cavaliers   | 33  | 1   | 15,2 | 52,1 | 25,0  | 65,5  | 5,2 | 1,0 | 0,5 | 1,2 | 8,0  |
| 2020/21  | Denver Nuggets        | 13  | 1   | 13,5 | 47,8 | 0,0   | 66,7  | 5,3 | 0,5 | 0,2 | 1,1 | 5,5  |
| 2021/22  | Phoenix Suns          | 74  | 17  | 15,8 | 62,9 | 22,2  | 69,9  | 6,7 | 0,6 | 0,3 | 1,1 | 9,2  |
| 2022/23  | Dallas Mavericks      | 42  | 7   | 8,5  | 64,0 | 40,0  | 58,5  | 2,5 | 0,3 | 0,1 | 0,6 | 4,4  |
| Carrière | Carrière              | 863 | 343 | 16,6 | 57,8 | 19,7  | 60,4  | 5,2 | 0,4 | 0,4 | 1,4 | 7,8  |

### Playoffs
| Seizoen  | Team                  | WG | WS | MPW  | 2P%  | 3P% | FW%  | RPW | APW | SPW | BPW | PPW |
| -------- | --------------------- | -- | -- | ---- | ---- | --- | ---- | --- | --- | --- | --- | --- |
| 2011/12  | Denver Nuggets        | 7  | 0  | 25,9 | 43,4 | –   | 53,8 | 9,6 | 0,7 | 0,7 | 3,1 | 8,6 |
| 2012/13  | Denver Nuggets        | 6  | 2  | 18,7 | 58,1 | –   | 38,9 | 5,2 | 0,0 | 0,7 | 1,0 | 7,2 |
| 2015/16  | Dallas Mavericks      | 2  | 0  | 7,0  | 50,0 | –   | 33,3 | 1,5 | 0,0 | 0,5 | 0,0 | 2,0 |
| 2016/17  | Golden State Warriors | 16 | 1  | 9,3  | 73,2 | –   | 72,2 | 3,0 | 0,3 | 0,1 | 0,9 | 5,9 |
| 2017/18  | Golden State Warriors | 13 | 9  | 12,2 | 67,2 | 0,0 | 68,4 | 3,2 | 0,3 | 0,2 | 1,3 | 6,5 |
| 2019/20  | Los Angeles Lakers    | 14 | 11 | 9,6  | 62,5 | 0,0 | 50,0 | 3,1 | 0,5 | 0,1 | 0,7 | 2,9 |
| 2020/21  | Denver Nuggets        | 4  | 0  | 8,5  | 30,0 | 0,0 | 33,3 | 3,0 | 0,8 | 0,3 | 1,3 | 2,0 |
| Carrière | Carrière              | 62 | 23 | 12,6 | 59,9 | 0,0 | 52,9 | 4,0 | 0,4 | 0,3 | 1,1 | 5,4 |

0 McCaw ·
1 McGee ·
3 West ·
5 Looney ·
9 Iguodala ·
11 Thompson ·
15 Jones ·
20 McAdoo ·
21 Clark ·
22 Barnes ·
23 Green ·
27 Pachulia ·
30 Curry ·
34 Livingston ·
35 Durant ·
Coach Kerr
0 McCaw ·
1 McGee ·
2 Bell ·
3 West ·
4 Cook ·
5 Looney ·
6 Young ·
9 Iguodala ·
11 Thompson ·
15 Jones ·
23 Green ·
25 Boucher ·
27 Pachulia ·
30 Curry ·
34 Livingston ·
35 Durant ·
Coach Kerr
0 Kuzma ·
1 Caldwell-Pope ·
3 Davis ·
4 Caruso ·
5 Horton-Tucker ·
7 McGee ·
9 Rondo ·
10 Dudley ·
11 Bradley ·
12 Cacok ·
14 Green ·
18 Waiters ·
21 Smith ·
23 James ·
28 Cook ·
37 Antetokounmpo ·
39 Howard ·
88 Morris ·
Coach Vogel